# Ivka Živalj
Ivka Živalj (Gorućica, Sinj, 14. studenoga 1842. − Sinj, 4. lipnja 1892.). je bila hrvatska franjevka trećoredica, kršćanska kontemplativna mističarka.

## Životopis
Rodila se je u Gorućici kod Sinja. 
O njenom je životu knjigu napisao fra Leonard Bajić. Bajić je istakao da mnoge naše jednostavne, dobre i svete duše, koje još uvijek, radi naše nemarnosti, ostaju nepoznate, a mogu biti uzor bogoljubna i kreposna života drugima. Bajić ju smatra da je ona "uistinu pravi i potpuni tip jedne mistične kontemplativne duše".
Na primjeru Ivke Živalj Bajić je sažeto iznio bit i glavnije manifestacije mističnog života koje se moglo vidjeti na konkretnom primjeru njena života.
- posjedovanje izvornog mističnog iskustva
- duhovno bogatstvo jednostavne ali patničke duše, koja žarko ljubi Boga i zbog te ljubavi podnosi sve patnje i prikazuje ih za Crkvu i spas duša.

U životu joj je uočio tri stupnja mističnoga uspona koja je ostvarila: pročišćenje, prosvjetljenje i sjedinjenje. 
Primjer Ivke Živalj i sličnih osoba bio je primjer koji je osobito htio istaknuti, jer su to velikodušne duše, duše koje se žrtvuju, "čija je zadaća u tome da se odazivlju posebnom Božjem pozivu, da u zajednici s Kristom na zemlji podnose patnje koje drugi kršćani ne žele podnositi, a one dragovoljno primaju na se žrtve iz čiste ljubavi prema Bogu."
Preko njena primjera čitateljima Bajić je skrenuo pozornost na važnost mističnog bogoslovlja koje je toliko bitno da poznavanje istog snažno utječe na cjelokupni život i pojedinaca i cjelokupne kršćanske zajednice.
Ivka Živalj život si je zasnivala na načelima mističnoga života koji polazi od jednostavnosti preko obraćenja-očišćenja, predvorja mistike-kontemplacije do mistične noći osjetila. Budući da nije bila poučavana o tajnama mističnoga života ona je osjećajem spoznavala potrebu Boga. Bajić je zapisao "Budući da Ivka nije poučena o tajnama mističnoga života ona "plače i tuži se. Nema mira. Sjetila su joj obuzeta noću. Vidi grdobu grijeha, koja je straši. Osjeća potrebu Boga, pa uzdiše. Sjeća se svojih nesavršenosti, što je muči. Vidi put posut trnjem, pa drhće", ispitivala je što od nje Bog želi, što mu se sviđa i zbog svega toga mogla je, uz velike kušnje i poteškoće, u sebi ostvariti bogobojaznost, poniznost, nadu i ljubav.
Knjiga o Ivci Živalj bila je dijelom Bajićeva projekta kojim je poradio na problemu što domaća svetost u Hrvata nije poznata i što je u Hrvata nedostajalo ljudi koji bi hrvatsku hagiografiju istraživali i javnosti je dolično predstavili. U tom je pravcu Bajić obradio "male, ali svete osobe" te svetost tih osoba predočiti široj javnosti kao sastavni dio kršćanskog življenja u Hrvata.

## Djela o njoj
- fra Ivan Marković, Povijest jedne pobožne duše, Cvijeće, 2. izd., Zagreb 1901., 245-321.
- fra Leonard Bajić: Mistični život jedne hrvatske trećoredice, Sacerdos Christi VI/1927., 4, 49.